# As the Bell Rings (Estados Unidos)
As The Bell Rings (título en Hispanoamérica como Mientras toca la campana) es una Serie Corta de Disney Channel basado en la serie de Disney Channel Italia, Quelli dell'intervallo. El formato es una selección de secuencias cortas de comedia de acción en vivo. La versión americana de As The Bell Rings también se emite en Disney Channel, Holanda.

## Producción
La versión de estadounidense contó con los roles principales de Demi Lovato (que participó solo en la temporada 1), Tony Oller, Seth Ginsberg, Carlson Young, Gabriela Rodriguez, Collin Cole, y Lindsey Black (que se unió a la serie en la temporada 2). La primera temporada con 15 episodios comenzó a emitirse el 26 de agosto de 2007 a las 8:25 y 8:55 p. m. (ET/PT), 7:25 y 7:55 p. m. (CT).
Esta no es el primer guion de cinco minutos en serie televisión estadounidense. Ruthie on the Telephone, una serie de comedia de cinco minutos, que salió al aire por la cadena CBS en 1949.
Esta serie utiliza una pista de risa, y no está filmada con un público en vivo.
En Hispanoamérica solo se transmitieron cinco episodios. La serie se transmitía durante el programa Zapping Zone y en algunas pausas comerciales, debido a su corta duración.

## Personajes
- Demi Lovato como Charlotte Adams (2007-2008) (Temporada 1) - Charlotte era el personaje principal femenino en la primera temporada. En Ladder Dudes, Danny le pide a Charlotte, y ella está de acuerdo con felicidad. Sus sentimientos por el otro se muestra constantemente, aunque nunca lo admitirá el uno al otro. Charlotte se aleja al final de la Temporada 1, debido a la filmación de Camp Rock Demi, va de gira como telonera de los Jonas Brothers, y protagoniza de su serie de Disney Channel Sonny With a Chance. Charlotte y Lexi se supone que son primos, ya que comparten el apellido "Adams".

- Tony Oller como Daniel "Danny" Neilson (2007–2009) (Temporada 1-2) - Danny es uno de los personajes principales. Él y Charlotte tienen una muy tímida, relación romántica, como él suele estar enamorado de Charlotte y conseguir su ayuda. Él es el más normal de los tres chicos y es el mejor amigo de Skipper y ToeJam. Sus talentos son cantar y componer. En la temporada 2, aunque consternado de que Charlotte se mudaba, se encuentra con la chica nueva, Lexi, quien se da cuenta de que él sabe de su infancia. Desde Charlotte se alejó de sus amigos le han dicho que "sega adelante". Danny utiliza Lexi para demostrarle a sus amigos que está mejor sin Charlotte, a pesar de que aún tiene fuertes sentimientos por Charlotte. Finalmente termina con Lexi, porque no puede ocultar sus sentimientos que aún tiene por Charlotte.

- Seth Ginsberg como Thomas "Toejam" James (2007–2009) (Temporada 1-2) - "ToeJam" es otro de los mejores amigos de Danny. E un episodio de la Temporada 2 revela que el nombre de "ToeJam" es Thomas. Hay un montón de romance entre ToeJam y Brooke, pero por lo general solo después de que interviene Tiffany, porque los dos son bastante tímidos. En un episodio, sin embargo, ToeJam interviene por su cuenta cuando Brooke se burlaban del matón de la escuela. Además, en otro episodio, ToeJam y Brooke tienen una "cita de estudio" planeada, y es tímido para admitir que es una cita. Cuando cambia su imagen y trata de cancelar la cita, los intentos de ToeJam cambian su imagen para adaptarse a la nueva imagen de Brooke, lo que demuestra que le gusta, pero el plan fracasa cuando Brooke vuelve a su viejo yo.

- Collin Cole como Skipper Adamson (2007-2009) (Temporada 1-2)- Skipper Adamson es uno de los extraños mejores amigos Danny Neilson. Él es también el mejor amigo de ToeJam. A él le gusta llamarse a sí mismo el "Niño divertido con el pelo rizado" (Como se ve en su rap). Él tiene un agolpamiento enorme en la chica más popular de la escuela, Tiffany Blake, y cuando se pone nervioso empieza a decir "uh uh uh" hasta que él tenga la oportunidad de huir. En un episodio que pretende ser su tío falso, tío K., que es un portero. Al final resulta que Kipper el tío es real y que es un portero. En otro episodio Skipper empieza a gustar y cuando Lexi ToeJam dijo Tiffany que encadenó su auto al armario de los navegantes, mientras que las cadenas de sí mismo a Patrón local de Lexi. Pero en un giro irónico que ambos se dijeron ToeJam "¿Te das cuenta de que no es su / su armario?", Al tiempo que se encadenan dos casilleros de distancia el uno del otro. Luego ToeJam dice: "Voy a las fauces de la vida".

- Gabriela Rodríguez como Brooke Nichols (2007-2009) (Temporada 1-2) - Brooke es la forma más inteligente personaje principal de los siete que han aparecido en el show. En el primer episodio de la temporada 2, que es retratado de Lexi es tan inteligente como ella. A menudo no está de acuerdo con Tiffany como Tiffany es, posiblemente, la chica más escamosa en la escuela. Su talento es bailar y ser divertido. Ella es la mejor amiga de Charlotte, Tiffany y más tarde con Lexi. Ella también se siente atraído por ToeJam. Ella se llama normalmente un nerd y geek por el matón de la escuela, hasta que ToeJam defiende a ella, demostrando que le gusta y quiere lo mejor para ella. Por desgracia, Brooke y ToeJam no confesar sus sentimientos el uno al otro.

- Lindsay Blac como Lexi Adams (2008-2009) (Temporada 2) - Lexi es uno de los amigos de la infancia de Danny que se mudaron hace 10 años. Lexi sustituye a Charlotte como el interés amoroso de Danny, que es muy competitivo con Danny y le pega en la mayoría de las cosas, incluso las vencidas. Lexi es capaz de hacer muchos trucos de magia, y encaja bien con todos los amigos de Danny mejores vientos y amigas. Danny considera ella, "uno de los chicos." ToeJam, Brooke, capitán, y Tiffany todos hablan de Danny para seguir adelante ya que Charlotte se alejó, por lo que Danny presta atención a Lexi, que se ha movido hacia atrás. Lexi también está siempre tratando de decirle a Danny que le gusta al darle insinúa como el que pretende ser su novia, escribiendo un poema sobre él, y diciendo que ellos hacen un gran equipo. Danny no recibe las sugerencias y siempre llama a su "amigo". Sin embargo, él ha mencionado que tiene un enamorado de ella desde el 2 º grado. Lexi y Charlotte se supone que son primos, ya que comparten el apellido "Adams". Finalmente, Danny rompe con ella porque no puede ocultar sus sentimientos que aún tiene para Charlotte.

- Carlson Young como Tiffany Blake (2007-2009) (Temporada 1-2) - Tiffany es una "tonta rubia" y la chica más popular en la escuela. Ella creció con Brooke y Charlotte y son muy buenas amigas. El admirador secreto de Tiffany es Skipper.

## Banda sonora
Estas son las canciones que aparecieron en la serie:
Temporada 1
- Shadow por Demi Lovato y Tony Oller.

Temporada 2
- Could You Be The One por Tony Oller.
- Here I Go por Tony Oller.
- All You Gotta Do por Tony Oller.